# Pearce, Urquhart and Hervey Islands Important Bird Area
Koordinaten: 15° 29′ 58″ S, 136° 55′ 54″ O

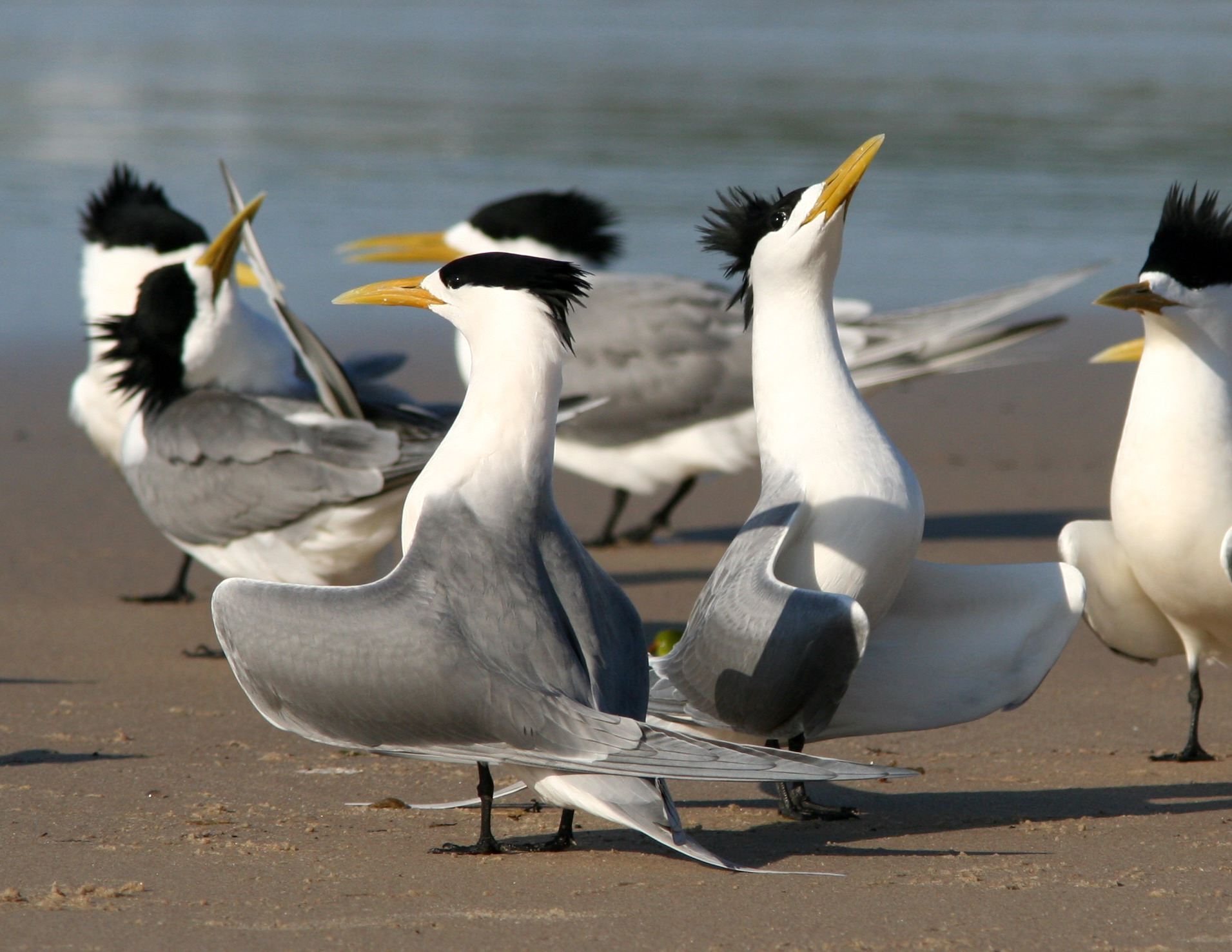
Eine Gruppe von Eilseeschwalben

Die Pearce, Urquhart and Hervey Islands Important Bird Area, eine Important Bird Area im Northern Territory in Australien, besteht aus drei kleinen, benachbarten Inseln mit einer gemeinsamen Schutzzone von 9 Hektar im Westteil des Gulf of Carpentaria. Die drei Inseln sind ein Teil der Sir-Edward-Pellew-Inseln. Sie liegen nordöstlich der North-Island-Inselgruppe.

## Beschreibung
Die Inseln sind ein traditionelles Land der Aborigines. Pearce Island ist nur von spärlicher Vegetation bedeckt. Hervey Rocks ist ein kleines, teilweise bewachsenes, felsiges Inselchen mit einer kleinen Nehrung. Urquhart Island ist eine ziemlich große, flache, rundliche und bewachsene Insel, die von Felsen- und Rifftrümmern gebildet wurde.

## Vogelarten
Diese Inseln werden von BirdLife International als Important Bird Area (IBA) anerkannt, weil mehr als 1 Prozent der Weltpopulation der Eilseeschwalbe (mehr als 50.000 Vögel) und der Rosenseeschwalbe (mehr als 17.500 Vögel) dort brüten, ferner Zügelseeschwalben und Schwarznacken-Seeschwalben. 

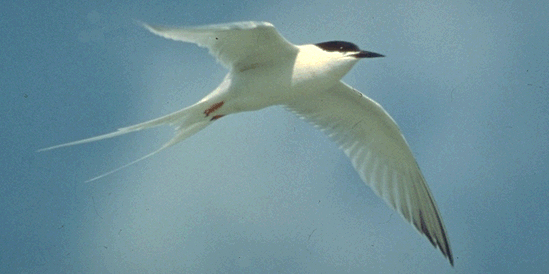
Rosenseeschwalbe
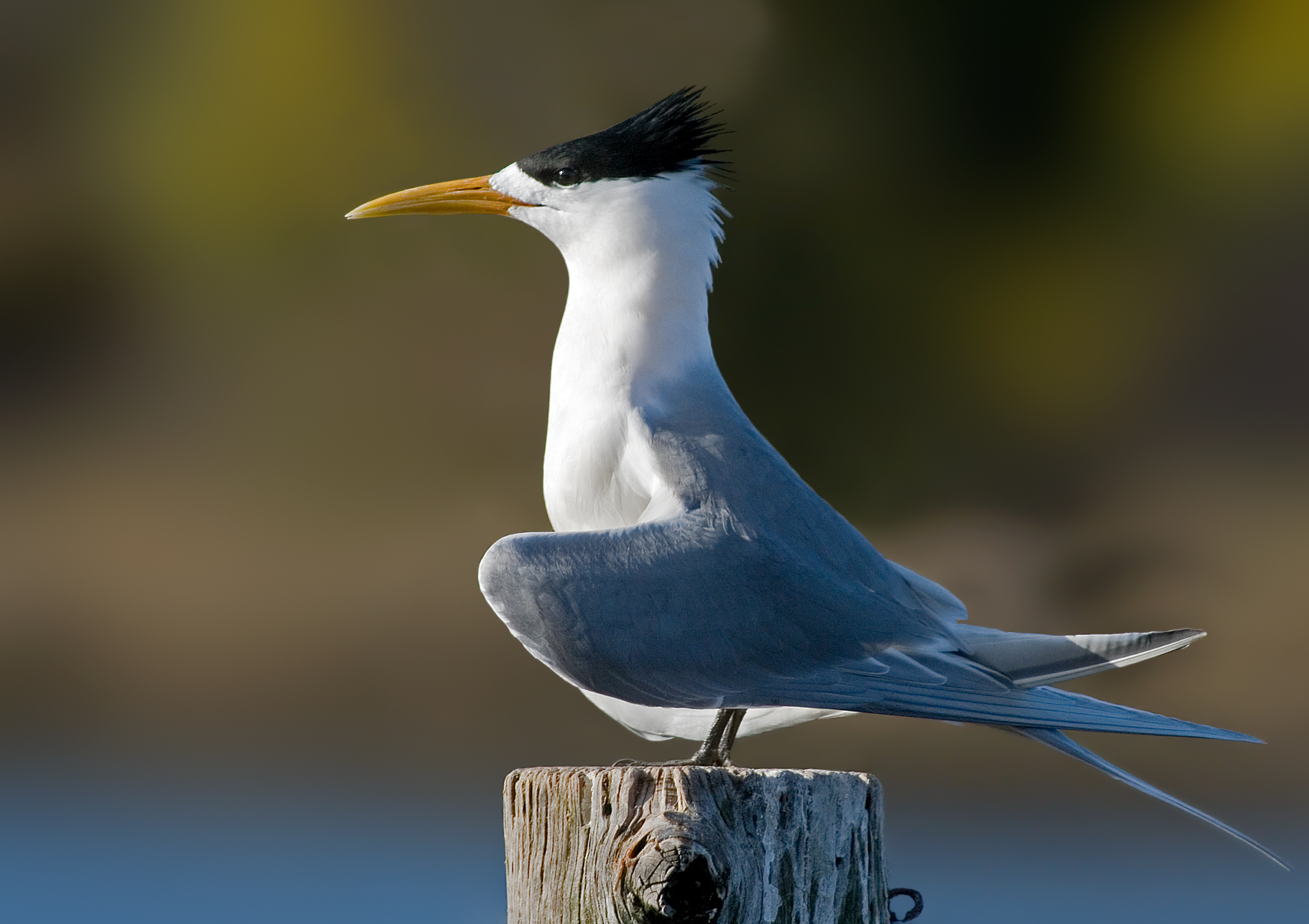
Eilseeschwalbe
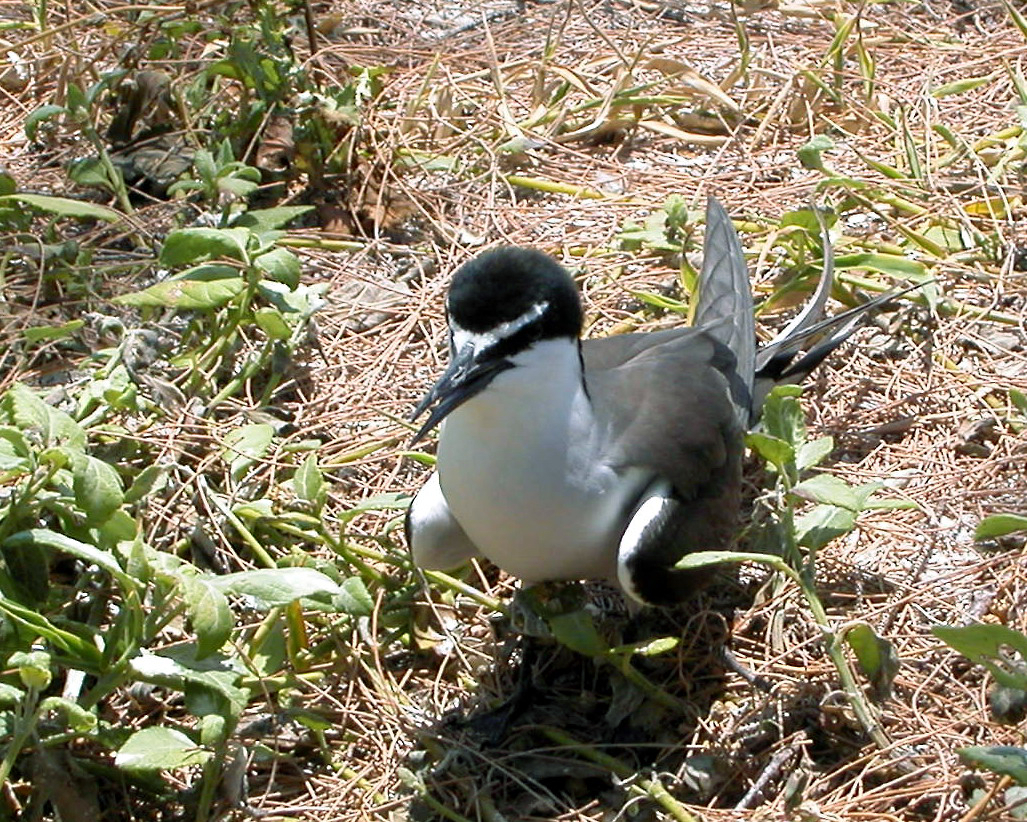
Zügelseeschwalbe
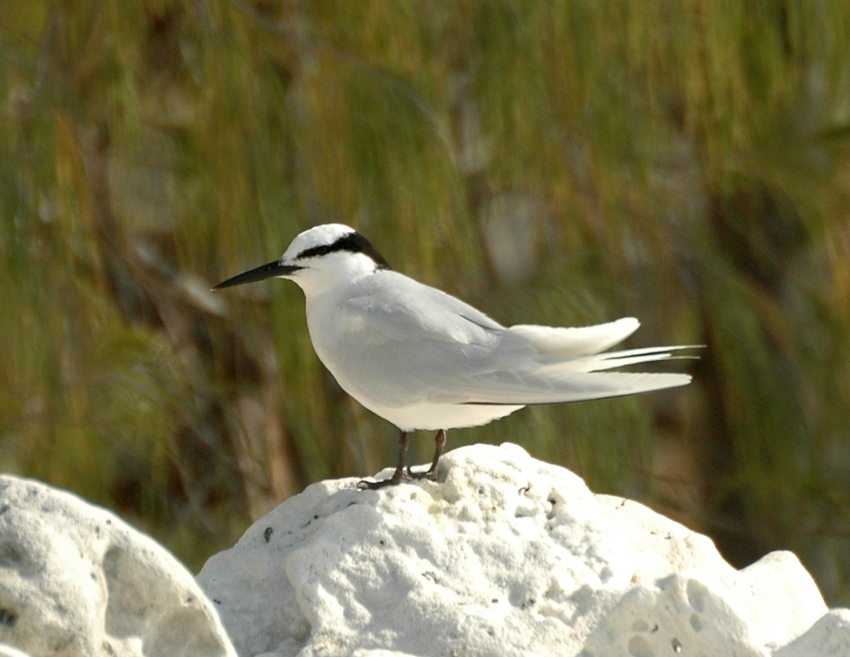
Schwarznacken-Seeschwalbe

Die Inseln werden auch von Meeresschildkröten wie Wallriffschildkröte, Suppenschildkröte und Lederschildkröte zur Eiablage aufgesucht.